# LaKeisha Lawson
LaKeisha Lawson (Los Angeles, 3 giugno 1987) è una velocista statunitense.

## Biografia
Nel 2014 ha partecipato ai campionati del mondo di atletica leggera indoor di Sopot, in Polonia, dove ha concluso la gara dei 60 metri piani con l'eliminazione in semifinale. Lo stesso anno ha preso parte alla staffetta 4×100 metri alle IAAF World Relays, conquistando la medaglia d'oro con Tianna Bartoletta, Alexandria Anderson e Jeneba Tarmoh.
Nel 2015 ai Giochi panamericani di Toronto ha vinto la gara della staffetta 4×100 metri con Barbara Pierre, Morolake Akinosun e Kaylin Whitney.

## Progressione

### 60 metri piani indoor
| Stagione | Tempo  | Luogo             | Data      | Rank. Mond. |
| -------- | ------ | ----------------- | --------- | ----------- |
| 2017/18  | 7"36   | Albuquerque       | 10-2-2018 | 137ª        |
| 2016/17  | 7"15 a | Albuquerque       | 5-3-2017  | 16ª         |
| 2015/16  | 7"29 a | Flagstaff         | 13-2-2016 | 69ª         |
| 2013/14  | 7"09 a | Albuquerque       | 23-2-2014 | 4ª          |
| 2012/13  | 7"10 a | Albuquerque       | 3-3-2013  | 5ª          |
| 2011/12  | 7"27 a | Flagstaff         | 4-2-2012  | 47ª         |
| 2008/09  | 7"42   | Air Force Academy | 28-2-2009 | 141ª        |
| 2007/08  | 7"59   | Flagstaff         | 16-2-2008 |             |
| 2006/07  | 7"64   | Albuquerque       | 9-2-2007  |             |
| 2005/06  | 7"55   | Albuquerque       | 24-2-2006 |             |

### 100 metri piani
| Stagione | Tempo | Luogo       | Data      | Rank. Mond. |
| -------- | ----- | ----------- | --------- | ----------- |
| 2018     | 11"15 | Chula Vista | 9-6-2018  | 48ª         |
| 2017     | 11"33 | Sacramento  | 22-6-2017 | 123ª        |
| 2016     | 11"07 | Chula Vista | 18-6-2016 | 22ª         |
| 2015     | 11"06 | Eugene      | 25-6-2015 | 30ª         |
| 2014     | 11"07 | Sacramento  | 27-6-2014 | 19ª         |
| 2013     | 11"14 | Azusa       | 11-5-2013 | 31ª         |
| 2012     | 11"31 | Los Angeles | 2-6-2012  | 81ª         |
| 2011     | 11"70 | Walnut      | 4-6-2011  | 399ª        |
| 2010     | 11"39 | Walnut      | 17-4-2010 | 93ª         |
| 2009     | 11"54 | Laramie     | 16-5-2009 | 207ª        |
| 2008     | 11"71 | Fort Worth  | 16-5-2008 | 411ª        |
| 2007     | 12"14 | Tempe       | 24-3-2007 |             |
| 2006     | 11"74 | Provo       | 27-5-2006 | 436ª        |

### 200 metri piani
| Stagione | Tempo | Luogo       | Data      | Rank. Mond. |
| -------- | ----- | ----------- | --------- | ----------- |
| 2017     | 23"80 | Claremont   | 8-4-2017  | 505ª        |
| 2016     | 22"98 | Norwalk     | 4-6-2016  | 93ª         |
| 2015     | 22"99 | Fresno      | 25-4-2015 | 80ª         |
| 2014     | 23"09 | Azusa       | 18-4-2014 | 77ª         |
| 2013     | 23"15 | Los Angeles | 6-4-2013  | 82ª         |
| 2012     | 23"27 | Los Angeles | 2-6-2012  | 138ª        |
| 2010     | 24"78 | Los Angeles | 10-4-2010 | 1594ª       |
| 2009     | 23"48 | Laramie     | 16-5-2009 | 160ª        |
| 2008     | 24"11 | Fort Worth  | 16-5-2008 |             |
| 2007     | 25"25 | Las Vegas   | 17-3-2007 |             |
| 2006     | 24"31 | Provo       | 12-5-2006 |             |

## Palmarès
| Anno | Manifestazione      | Sede     | Evento     | Risultato  | Prestazione | Note                  |
| ---- | ------------------- | -------- | ---------- | ---------- | ----------- | --------------------- |
| 2014 | Mondiali indoor     | Sopot    | 60 m piani | Semifinale | 7"18        |                       |
| 2014 | World Relays        | Nassau   | 4×100 m    | Oro        | 41"88       | Record dei campionati |
| 2015 | Giochi panamericani | Toronto  | 4×100 m    | Oro        | 42"58       | Record dei Giochi     |
| 2015 | Campionati NACAC    | San José | 4×100 m    | Oro        | 42"24       |                       |